# Gare de Gazeran
La gare de Gazeran est une gare ferroviaire française de la ligne de Paris-Montparnasse à Brest, située sur le territoire de la commune de Gazeran, dans le département des Yvelines, en région Île-de-France.
C'est une gare de la Société nationale des chemins de fer français (SNCF), desservie par des trains du réseau TER Centre-Val de Loire.

## Situation ferroviaire

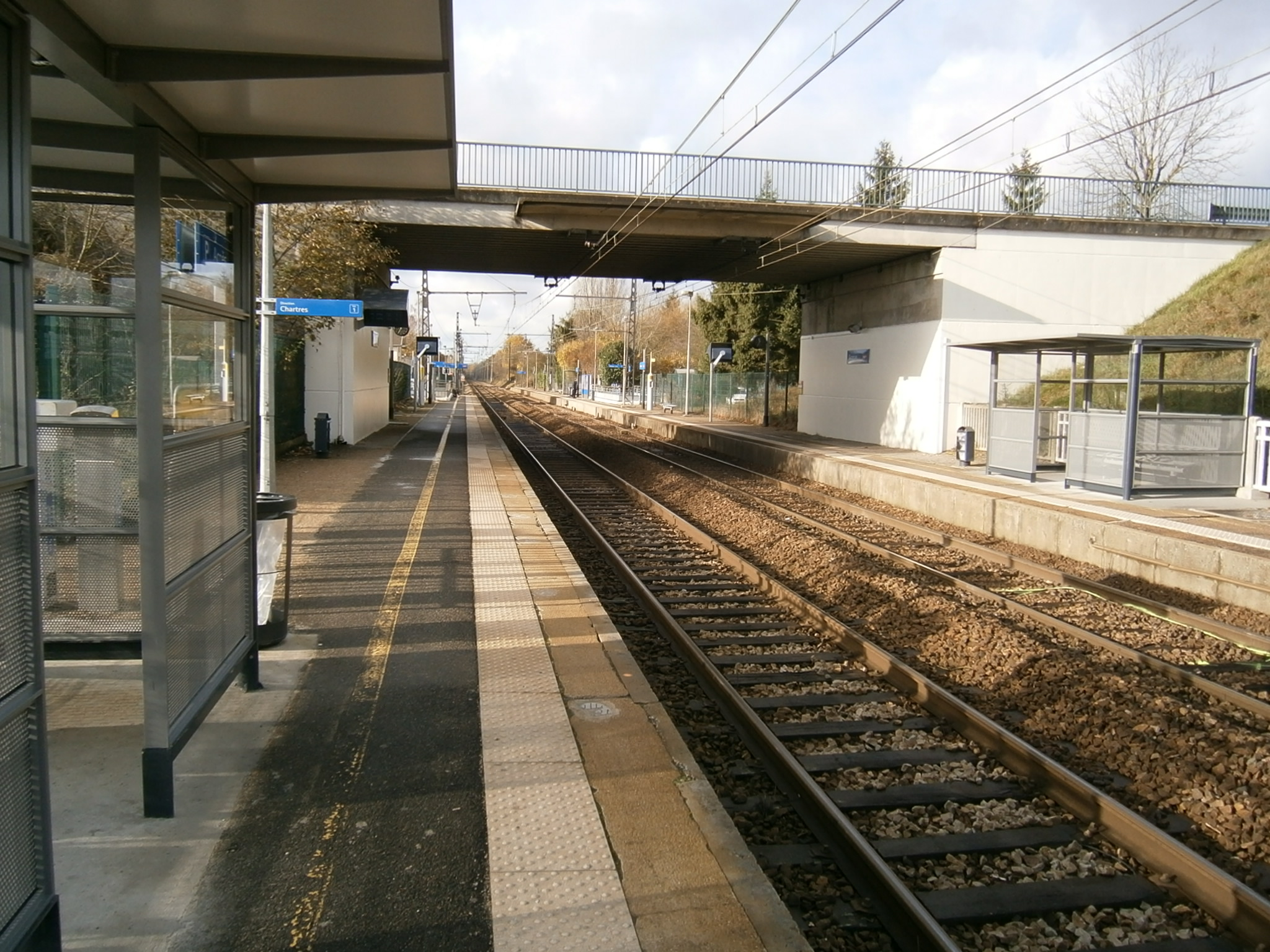
Vue générale de la gare.

Établie à 163 m d'altitude, la gare de Gazeran est située au point kilométrique (PK) 52,734 de la ligne de Paris-Montparnasse à Brest, entre les gares ouvertes de Rambouillet et Épernon.

## Histoire
Le tronçon entre la gare de Versailles-Chantiers et la gare de Chartres est mis en service le 12 juillet 1849.

## Service des voyageurs

### Accueil
Elle est équipée de deux quais latéraux encadrant deux voies, le changement de quai se fait par un passage souterrain.
S'agissant de la dernière gare de la ligne située en Île-de-France avant la région Centre-Val de Loire, la tarification francilienne n'est pas applicable au-delà.

### Desserte
Bien qu'étant en Île-de-France, la desserte de la gare est uniquement réalisée par des trains omnibus du réseau TER Centre-Val de Loire, circulant entre Paris-Montparnasse et Chartres. En effet, le terminus de la ligne N du Transilien est à Rambouillet.
Le temps de trajet est d'environ 35 min depuis Chartres ou Paris-Montparnasse.

### Intermodalité
La gare est desservie par la ligne 5230 et le service de transport à la demande du réseau de bus Centre et Sud Yvelines.

## Galerie de photographies

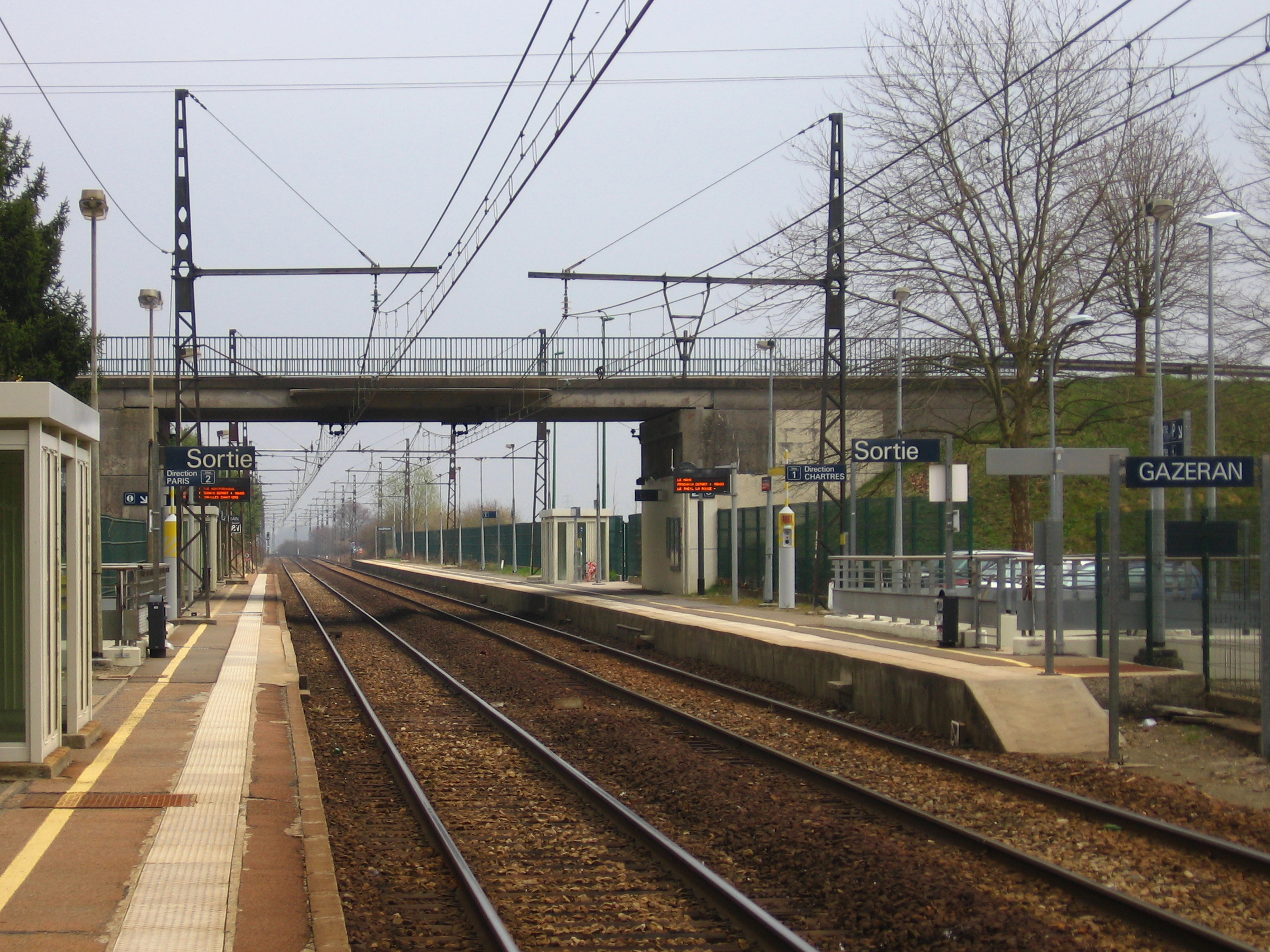
Vue des quais en direction de Paris.
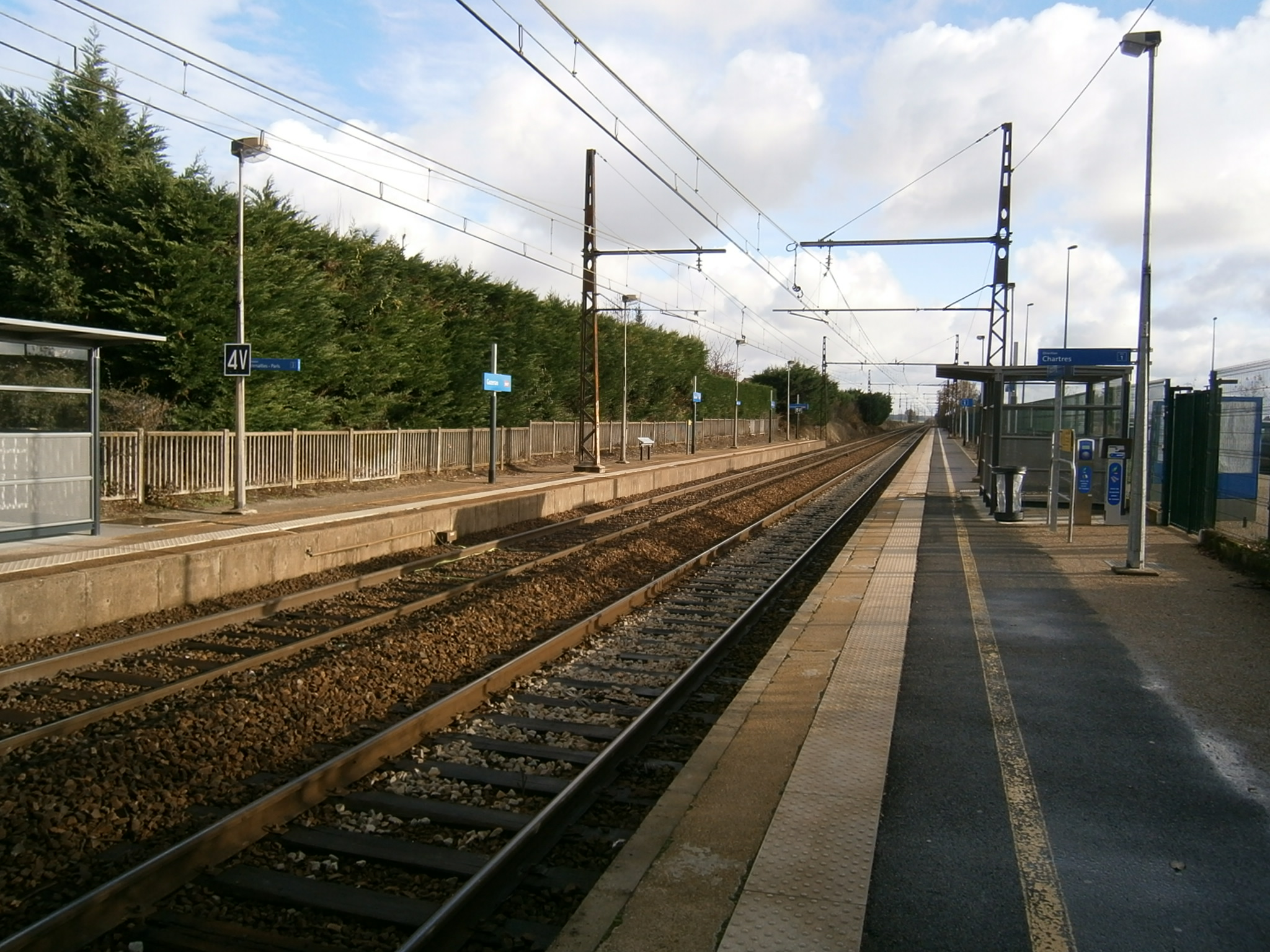
Vue vers Paris.
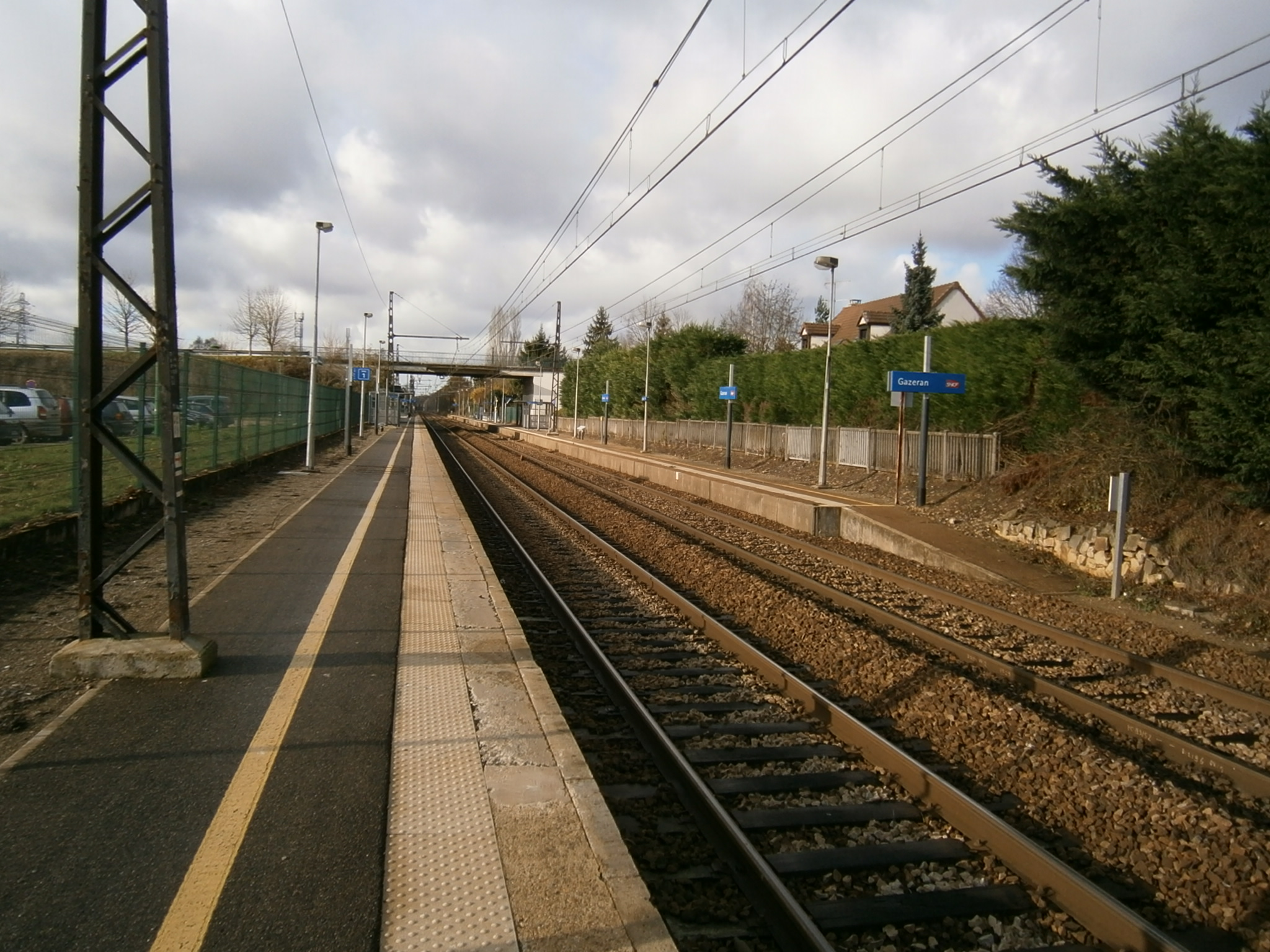
Extrémité du quai pour Chartres.
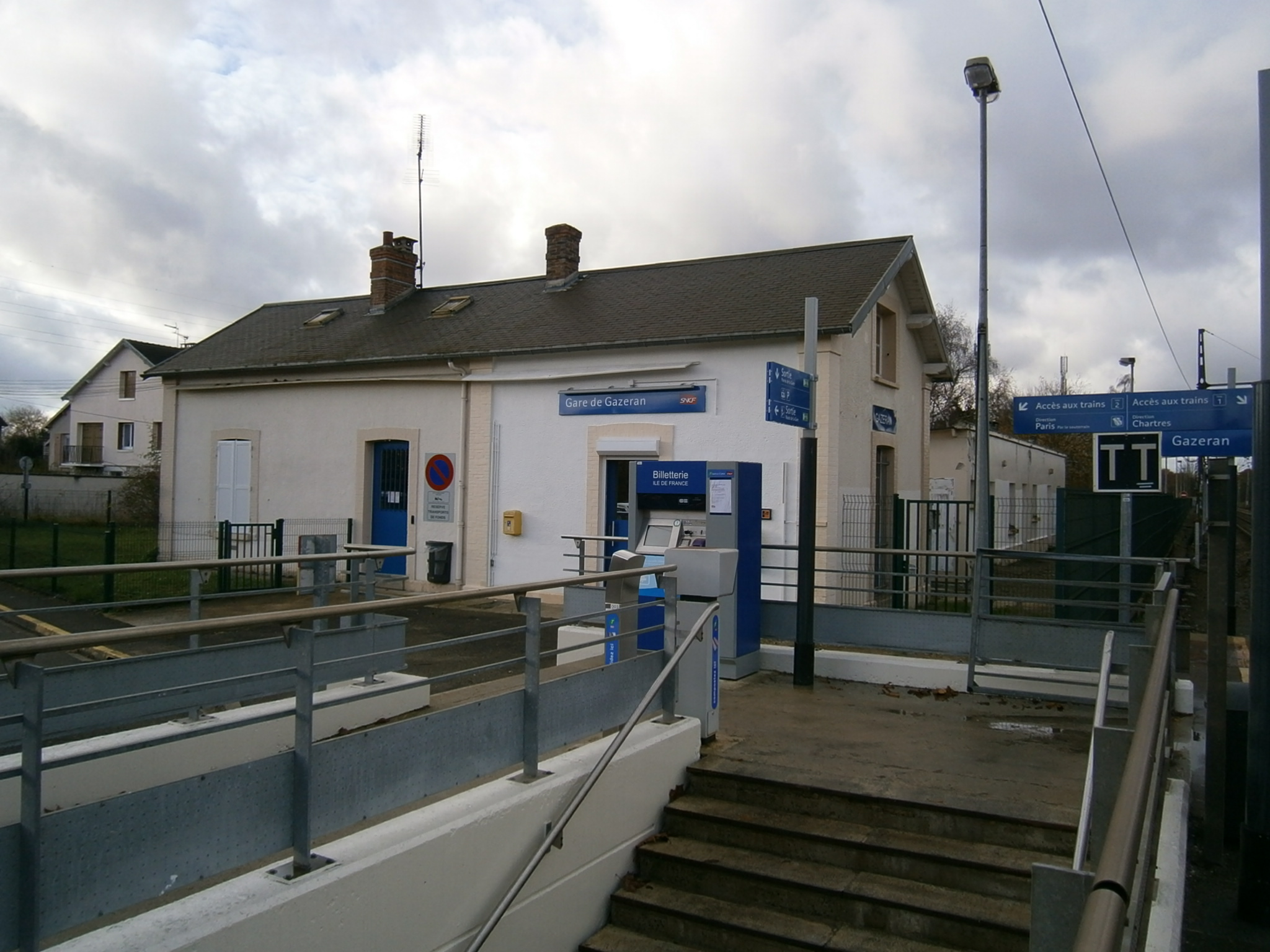
Vue du bâtiment voyageurs.
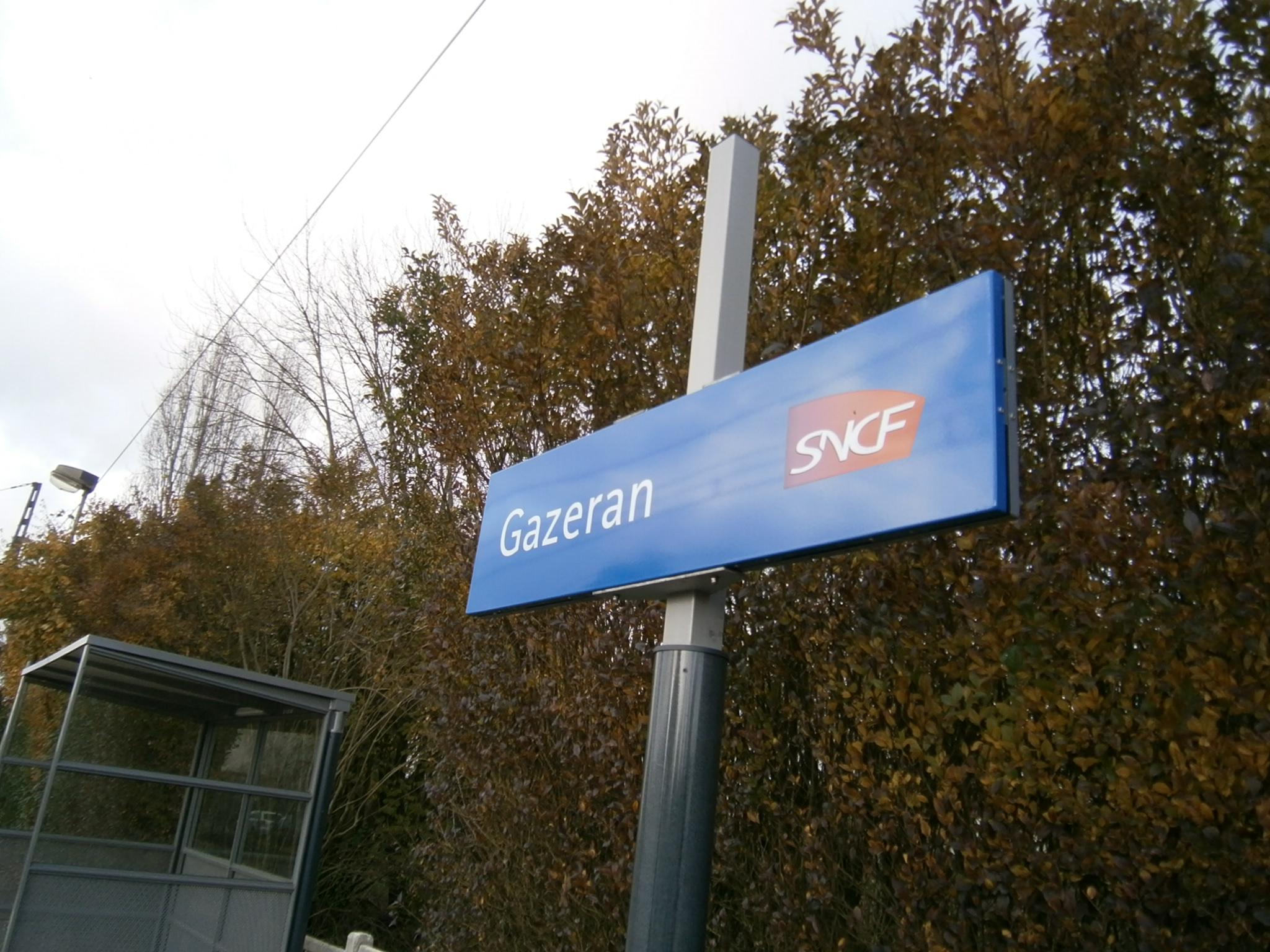
Panneau indiquant le nom de la gare.